# ATP Challenger Series 2008
In der folgenden Tabelle werden die Turniere der professionellen Herrentennis-Saison 2008 der ATP Challenger Series dargestellt. Sie bestand aus 20 Turnieren der Tretorn SERIE+ und 156 regulären Turnieren mit einem Preisgeld zwischen 30.000 und 127.500 Euro. Es war die 32. Ausgabe des Challenger-Turnierzyklus und die letzte unter diesem Namen. Zwei Turniere der Serie starteten bereits im Vorjahr.

## Turnierplan

### Januar
| Datum       | Ort       | Turnier                                 | Preisgeld    | Belag         | Sieger Einzel         | Sieger Doppel                    |
| ----------- | --------- | --------------------------------------- | ------------ | ------------- | --------------------- | -------------------------------- |
| 31.12. 2007 | São Paulo | Aberto de São Paulo                     | $ 100.000 +H | Hartplatz     | Thiago Alves          | Jamie Delgado Bruno Soares       |
| 31.12. 2007 | Nouméa    | Internationaux de Nouvelle-Calédonie    | $ 075.000 +H | Hartplatz     | Flavio Cipolla        | Flavio Cipolla Simone Vagnozzi   |
| 14.01.      | Miami     | ITG Miami Challenger                    | $ 050.000 +H | Sand          | Éric Prodon           | Ilija Bozoljac Dušan Vemić       |
| 14.01.      | La Serena | La Serena Open                          | $ 050.000    | Sand          | Rubén Ramírez Hidalgo | Nicolás Lapentti Eduardo Schwank |
| 21.01.      | Heilbronn | Heilbronn Open                          | € 085.000 +H | Hartplatz (i) | Andrei Golubew        | Rik De Voest Bobby Reynolds      |
| 21.01.      | Waikoloa  | Hilton Waikoloa Village USTA Challenger | $ 035.000 +H | Hartplatz     | Lu Yen-hsun           | Scott Lipsky David Martin        |
| 28.01.      | Breslau   | KGHM Dialog Polish Indoors              | € 106.500 +H | Hartplatz (i) | Kristof Vliegen       | Jamie Cerretani Lukáš Rosol      |
| 28.01.      | Dallas    | AT&T Challenger of Dallas               | $ 050.000    | Hartplatz (i) | Amer Delić            | Benedikt Dorsch Björn Phau       |
| 28.01.      | Guangzhou | China TCL Challenger                    | $ 050.000    | Hartplatz     | Björn Rehnquist       | Yu Xinyuan Zeng Shaoxuan         |

### Februar
| Datum  | Ort                 | Turnier                                         | Preisgeld    | Belag         | Sieger Einzel   | Sieger Doppel                          |
| ------ | ------------------- | ----------------------------------------------- | ------------ | ------------- | --------------- | -------------------------------------- |
| 04.02. | Bergamo             | Internazionali di Tennis di Bergamo             | € 106.500 +H | Hartplatz (i) | Andreas Seppi   | Simone Bolelli Andreas Seppi           |
| 11.02. | East London         | South African Airways Open                      | $ 125.000 +H | Hartplatz     | Ivan Ljubičić   | Jonas Björkman Kevin Ullyett           |
| 11.02. | Belgrad             | Sony Ericsson Challenger Open                   | € 106.500 +H | Teppich (i)   | Roko Karanušić  | Flavio Cipolla Konstantinos Economidis |
| 18.02. | Besançon            | Open de Franche-Comté – Internationaux du Doubs | € 085.000 +H | Hartplatz (i) | Marc Gicquel    | Philipp Petzschner Alexander Peya      |
| 25.02. | Cherbourg-Octeville | Challenger DCNS de Cherbourg                    | € 042.500 +H | Hartplatz (i) | Thierry Ascione | Florin Mergea Horia Tecău              |
| 25.02. | Santiago de Chile   | Challenger de Providencia                       | $ 035.000 +H | Sand          | Thomaz Bellucci | Mariano Hood Eduardo Schwank           |
| 25.02. | Wolfsburg           | Volkswagen Challenger                           | € 030.000 +H | Teppich (i)   | Louk Sorensen   | Carsten Ball Izak van der Merwe        |

### März
| Datum  | Ort             | Turnier                                        | Preisgeld    | Belag         | Sieger Einzel      | Sieger Doppel                          |
| ------ | --------------- | ---------------------------------------------- | ------------ | ------------- | ------------------ | -------------------------------------- |
| 03.03. | Bogotá          | Bancolombia Open Bogotá                        | $ 125.000 +H | Sand          | Marcos Daniel      | Brian Dabul Ramón Delgado              |
| 03.03. | Kyōto           | Shimadzu All Japan Indoor Tennis Championships | $ 035.000 +H | Hartplatz (i) | Gō Soeda           | Dieter Kindlmann Martin Slanar         |
| 10.03. | Salinas         | Abierto Internacional de Salinas               | $ 035.000 +H | Hartplatz     | Iván Miranda       | Júlio Silva Caio Zampieri              |
| 10.03. | Tanger          | Morocco Tennis Tour Tanger                     | € 030.000 +H | Sand          | Marcel Granollers  | Miguel Ángel López Jaén Iván Navarro   |
| 17.03. | Sunrise         | BMW Tennis Championship                        | $ 100.000 +H | Hartplatz     | Robin Haase        | Janko Tipsarević Dušan Vemić           |
| 17.03. | San Luis Potosí | San Luis Potosí Challenger                     | $ 050.000 +H | Sand          | Brian Dabul        | Travis Parrott Filip Polášek           |
| 17.03. | Meknès          | Morocco Tennis Tour Meknès                     | € 030.000 +H | Sand          | Iván Navarro       | Alberto Martín Daniel Muñoz de la Nava |
| 17.03. | Sarajevo        | BH Telecom Indoor                              | € 030.000 +H | Hartplatz (i) | Andreas Beck       | Johan Brunström Frederik Nielsen       |
| 24.03. | León            | AGT Challenger                                 | $ 050.000 +H | Hartplatz     | Bruno Echagaray    | Travis Parrott Filip Polášek           |
| 24.03. | Barletta        | Open Barletta                                  | € 042.500 +H | Sand          | Michail Kukuschkin | Flavio Cipolla Marcel Granollers       |
| 31.03. | Neapel          | Tennis Napoli Cup                              | € 085.000 +H | Sand          | Potito Starace     | Tomáš Cibulec Jaroslav Levinský        |
| 31.03. | Saint-Brieuc    | Open Prévadiès                                 | € 030.000 +H | Sand (i)      | Christophe Rochus  | Adrian Cruciat Daniel Muñoz de la Nava |

### April
| Datum  | Ort           | Turnier                                 | Preisgeld    | Belag     | Sieger Einzel     | Sieger Doppel                     |
| ------ | ------------- | --------------------------------------- | ------------ | --------- | ----------------- | --------------------------------- |
| 07.04. | Humacao       | Puerto Rico Challenger                  | $ 050.000    | Hartplatz | Gilles Müller     | Rajeev Ram Bobby Reynolds         |
| 07.04. | Monza         | Mitsubishi Electric Europe Cup          | € 030.000 +H | Sand      | Albert Montañés   | Stefano Galvani Alberto Martín    |
| 14.04. | Busan         | Busan Open Challenger Tennis            | $ 075.000 +H | Hartplatz | Gō Soeda          | Rik De Voest Łukasz Kubot         |
| 14.04. | Athen         | Status Athens Open                      | € 042.500 +H | Sand      | Martin Verkerk    | Marc López Gabriel Trujillo Soler |
| 14.04. | Chiasso       | Challenger Internazionale Dell’Insubria | € 030.000 +H | Sand      | Younes El Aynaoui | Mariano Hood Alberto Martín       |
| 14.04. | Florianópolis | Aberto de Tênis de Santa Catarina       | $ 035.000 +H | Sand      | Thomaz Bellucci   | Adrián García Leonardo Mayer      |
| 14.04. | Mexiko-Stadt  | Challenger Casablanca San Ángel         | $ 035.000 +H | Hartplatz | Dawid Olejniczak  | Carsten Ball Robert Smeets        |
| 14.04. | Tallahassee   | Tallahassee Tennis Challenger           | $ 050.000    | Hartplatz | Bobby Reynolds    | Rajeev Ram Bobby Reynolds         |
| 21.04. | Bermuda       | Bermuda Open                            | $ 100.000 +H | Sand      | Kei Nishikori     | Harel Levy Jim Thomas             |
| 21.04. | Baton Rouge   | Baton Rouge Pro Tennis Classic          | $ 050.000    | Hartplatz | Bobby Reynolds    | Phillip Simmonds Tim Smyczek      |
| 21.04. | Cremona       | Trofeo Paolo Corazzi                    | € 030.000 +H | Hartplatz | Eduardo Schwank   | Eduardo Schwank Dušan Vemić       |
| 28.04. | Tunis         | Tunis Open                              | $ 125.000 +H | Sand      | Thomaz Bellucci   | Thomaz Bellucci Bruno Soares      |
| 28.04. | Prag          | ECM Prague Open                         | € 064.000    | Sand      | Jan Hernych       | Lukáš Dlouhý Petr Pála            |
| 28.04. | Lanzarote     | Isla de Lanzarote                       | € 042.500 +H | Hartplatz | Stéphane Bohli    | Rik De Voest Łukasz Kubot         |
| 28.04. | Rom           | Roma Open Challenger                    | € 030.000 +H | Sand      | Eduardo Schwank   | Flavio Cipolla Simone Vagnozzi    |

### Mai
| Datum  | Ort            | Turnier                                   | Preisgeld    | Belag     | Sieger Einzel        | Sieger Doppel                                |
| ------ | -------------- | ----------------------------------------- | ------------ | --------- | -------------------- | -------------------------------------------- |
| 05.05. | Ostrava        | Prosperita Open                           | € 042.500 +H | Sand      | Jiří Vaněk           | Serhij Stachowskyj Tomáš Zíb                 |
| 05.05. | Rabat          | Morocco Tennis Tour Rabat                 | € 042.500 +H | Sand      | Thomaz Bellucci      | Guillermo García López Mariano Hood          |
| 05.05. | Dresden        | Ostdeutscher Sparkassen Cup               | € 042.500    | Sand      | Andreas Beck         | Daniel Brands Jun Woong-sun                  |
| 05.05. | Rijeka         | Rijeka Open                               | € 030.000 +H | Sand      | Nicolás Massú        | Dušan Karol Jaroslav Pospíšil                |
| 05.05. | Telde          | Challenger Isla de Gran Canaria           | € 030.000 +H | Sand      | Teimuras Gabaschwili | Daniel Gimeno Traver Daniel Muñoz de la Nava |
| 05.05. | Tunica Resorts | Men’s Pro Challenger at Tunica National   | $ 050.000    | Sand (i)  | Iván Miranda         | Vladimir Obradović Izak van der Merwe        |
| 12.05. | Bordeaux       | BNP Paribas Primrose Bordeaux             | € 085.000 +H | Sand      | Eduardo Schwank      | Diego Hartfield Sergio Roitman               |
| 12.05. | Marrakesch     | Morocco Tennis Tour Marrakesch            | € 085.000 +H | Sand      | Gaël Monfils         | Frederico Gil Florin Mergea                  |
| 12.05. | Aarhus         | Pharma Medico Open                        | € 042.500 +H | Sand      | Daniel Gimeno Traver | Dawid Olejniczak Jean-Julien Rojer           |
| 12.05. | Zagreb         | Zagreb Open                               | $ 050.000 +H | Sand      | Christophe Rochus    | Ivan Dodig Júlio Silva                       |
| 12.05. | Bradenton      | Hurricane Tennis Open                     | $ 050.000    | Sand      | Jesse Levine         | Carsten Ball Lester Cook                     |
| 12.05. | Neu-Delhi      | New Delhi Challenger I                    | $ 050.000    | Hartplatz | Lu Yen-hsun          | Colin Ebelthite Sam Groth                    |
| 12.05. | Sanremo        | Sanremo Tennis Cup                        | € 030.000 +H | Sand      | Diego Junqueira      | Harel Levy Jim Thomas                        |
| 19.05. | Fargʻona       | Fergana Challenger                        | $ 035.000 +H | Hartplatz | Pavel Šnobel         | Konstantin Krawtschuk Łukasz Kubot           |
| 19.05. | Neu-Delhi      | New Delhi Challenger II                   | $ 050.000    | Hartplatz | Gō Soeda             | Harsh Mankad Ashutosh Singh                  |
| 26.05. | Izmir          | İzmir Cup                                 | € 064.000    | Hartplatz | Gilles Müller        | Jesse Levine Kei Nishikori                   |
| 26.05. | Carson         | Countrywide Classic USTA Men’s Challenger | $ 050.000    | Hartplatz | Amer Delić           | Carsten Ball Travis Rettenmaier              |
| 26.05. | Alessandria    | Trofeo Cassa di Risparmio                 | € 030.000 +H | Sand      | Paolo Lorenzi        | Flavio Cipolla Simone Vagnozzi               |
| 26.05. | Karlsruhe      | Baden Open                                | € 030.000 +H | Sand      | Teimuras Gabaschwili | Daniel Köllerer Frank Moser                  |

### Juni
| Datum  | Ort                | Turnier                               | Preisgeld    | Belag     | Sieger Einzel        | Sieger Doppel                         |
| ------ | ------------------ | ------------------------------------- | ------------ | --------- | -------------------- | ------------------------------------- |
| 02.06. | Prostějov          | Unicredit Czech Open                  | € 127.500 +H | Sand      | Agustín Calleri      | Rik De Voest Łukasz Kubot             |
| 02.06. | Fürth              | Schickedanz Open                      | € 042.500 +H | Sand      | Daniel Köllerer      | Philipp Marx Alexander Peya           |
| 02.06. | Sassuolo           | Memorial Argo Manfredini              | € 030.000 +H | Sand      | Frederico Gil        | Juan-Martín Aranguren Stefano Galvani |
| 02.06. | Surbiton           | Surbiton Trophy                       | € 042.500    | Rasen     | Frank Dancevic       | Arnaud Clément Édouard Roger-Vasselin |
| 02.06. | Yuba City          | Sunset Moulding Challenger            | $ 050.000    | Hartplatz | Michael Yani         | Nicholas Monroe Michael Yani          |
| 09.06. | Sofia              | Bulgarian Open Challenger             | € 042.500    | Sand      | Adrian Ungur         | Franco Ferreiro Mariano Puerta        |
| 09.06. | Košice             | Košice Open                           | € 030.000 +H | Sand      | Lukáš Rosol          | Tomasz Bednarek Igor Zelenay          |
| 09.06. | Mailand            | Zenith Tennis Cup                     | € 030.000 +H | Sand      | Teimuras Gabaschwili | Yves Allegro Horia Tecău              |
| 16.06. | Braunschweig       | Nord/LB Open                          | € 106.250 +H | Sand      | Nicolas Devilder     | Marco Crugnola Óscar Hernández        |
| 16.06. | Bytom              | Polska Energia Open                   | € 030.000 +H | Sand      | Laurent Recouderc    | Marcin Gawron Mateusz Kowalczyk       |
| 16.06. | Recanati           | Guzzini Challenger                    | € 030.000 +H | Hartplatz | Horacio Zeballos     | Benedikt Dorsch Björn Phau            |
| 23.06. | Reggio nell’Emilia | Lines Trophy                          | € 042.500 +H | Sand      | Mathieu Montcourt    | Yu Xinyuan Zeng Shaoxuan              |
| 23.06. | Constanța          | Mamaia Challenger                     | € 030.000 +H | Sand      | Nicolas Devilder     | Florin Mergea Horia Tecău             |
| 30.06. | Pozoblanco         | Open Diputación Ciudad de Pozoblanco  | € 106.500 +H | Hartplatz | Iván Navarro         | Johan Brunström Jean-Julien Rojer     |
| 30.06. | Lugano             | BSI Challenger Lugano                 | € 085.000 +H | Sand      | Luis Horna           | Rameez Junaid Philipp Marx            |
| 30.06. | Turin              | Sporting Challenger                   | € 085.000 +H | Sand      | Fabio Fognini        | Carlos Berlocq Frederico Gil          |
| 30.06. | Dublin             | Dublin Challenger                     | € 064.000    | Teppich   | Robert Smeets        | Prakash Amritraj Aisam-ul-Haq Qureshi |
| 30.06. | Winnetka           | Nielsen USTA Pro Tennis Championships | $ 050.000    | Hartplatz | Rajeev Ram           | Todd Widom Michael Yani               |

### Juli
| Datum  | Ort             | Turnier                                  | Preisgeld    | Belag     | Sieger Einzel     | Sieger Doppel                                 |
| ------ | --------------- | ---------------------------------------- | ------------ | --------- | ----------------- | --------------------------------------------- |
| 07.07. | Bogotá          | Open Seguros Bolívar Bogotá              | $ 125.000 +H | Sand      | Mariano Puerta    | Xavier Malisse Carlos Salamanca               |
| 07.07. | Scheveningen    | Siemens Open                             | € 085.000 +H | Sand      | Jesse Huta Galung | Rameez Junaid Philipp Marx                    |
| 07.07. | Granby          | Challenger National Bank Granby          | $ 050.000 +H | Hartplatz | Alex Bogdanovic   | Philip Bester Peter Polansky                  |
| 07.07. | Ramat haScharon | Israel Open                              | $ 050.000    | Hartplatz | Marsel İlhan      | Jonathan Erlich Andy Ram                      |
| 07.07. | San Benedetto   | Carisap Tennis Cup                       | € 030.000 +H | Sand      | Máximo González   | Paolo Lorenzi Júlio Silva                     |
| 14.07. | Aptos           | Comerica Bank Challenger                 | $ 075.000    | Hartplatz | Kevin Kim         | Noam Okun Amir Weintraub                      |
| 14.07. | Rimini          | Riviera di Rimini Challenger             | € 042.500 +H | Sand      | Diego Junqueira   | Leonardo Azzaro Marco Crugnola                |
| 14.07. | Manta           | Manta Open – Trofeo Ricardo Delgado Aray | $ 035.000 +H | Hartplatz | Giovanni Lapentti | Alejandro González Eduardo Struvay            |
| 14.07. | Moncton         | Moncton Men’s Challenger                 | $ 035.000 +H | Hartplatz | Xavier Malisse    | An Jae-sung Hiroki Kondō                      |
| 14.07. | Manchester      | LTA Manchester Trophy                    | € 030.000 +H | Rasen     | Björn Rehnquist   | Adam Feeney Robert Smeets                     |
| 14.07. | Oberstaufen     | Oberstaufen Cup                          | € 030.000 +H | Sand      | Łukasz Kubot      | Dušan Karol Jaroslav Pospíšil                 |
| 21.07. | Posen           | Porsche Open                             | € 085.000 +H | Sand      | Nicolas Devilder  | Johan Brunström Jean-Julien Rojer             |
| 21.07. | San Marino      | San Marino CEPU Open                     | € 085.000 +H | Sand      | Filippo Volandri  | Yves Allegro Horia Tecău                      |
| 21.07. | Lexington       | Fifth Third Bank Tennis Championships    | $ 050.000    | Hartplatz | Somdev Devvarman  | Alessandro Da Col Andrea Stoppini             |
| 21.07. | Pensa           | Penza Cup                                | $ 050.000    | Hartplatz | Benedikt Dorsch   | Denis Istomin Jewgeni Kirillow                |
| 21.07. | Međugorje       | Medjugorje Open                          | € 030.000 +H | Sand      | Iván Navarro      | Jan Minář Martin Slanar                       |
| 28.07. | Cordenons       | Kos Zucchetti Tennis Cup                 | € 085.000 +H | Sand      | Filippo Volandri  | Marco Crugnola Alessio di Mauro               |
| 28.07. | Vancouver       | Odlum Brown Vancouver Open               | $ 100.000    | Hartplatz | Dudi Sela         | Eric Butorac Travis Parrott                   |
| 28.07. | Saransk         | Mordovia Cup                             | $ 050.000    | Sand      | Michail Jelgin    | Denis Istomin Jewgeni Kirillow                |
| 28.07. | Tampere         | Aamulehti Tampere Open                   | € 042.500    | Sand      | Mathieu Montcourt | Ervin Eleskovic Michael Ryderstedt            |
| 28.07. | Belo Horizonte  | BH Tennis Open                           | $ 035.000 +H | Hartplatz | Santiago González | Santiago González Aisam-ul-Haq Qureshi        |
| 28.07. | Graz            | s’Tennis Masters Challenger              | € 030.000 +H | Sand      | Jérémy Chardy     | Jürgen Melzer Gerald Melzer                   |
| 28.07. | Timișoara       | Timișoara Challenger                     | € 030.000 +H | Sand      | Daniel Brands     | Daniel Muñoz de la Nava Rubén Ramírez Hidalgo |

### August
| Datum  | Ort                    | Turnier                                     | Preisgeld    | Belag     | Sieger Einzel      | Sieger Doppel                           |
| ------ | ---------------------- | ------------------------------------------- | ------------ | --------- | ------------------ | --------------------------------------- |
| 04.08. | Segovia                | ATP Open Castilla y León                    | € 106.500 +H | Hartplatz | Serhij Stachowskyj | Ross Hutchins Jim Thomas                |
| 04.08. | Campos do Jordão       | Credicard Citi Mastercard Tennis Cup        | $ 050.000 +H | Hartplatz | Brian Dabul        | Brian Dabul Marcel Felder               |
| 04.08. | Binghamton             | Levene Gouldin & Thompson Tennis Challenger | $ 050.000    | Hartplatz | Paul Capdeville    | Carsten Ball Travis Rettenmaier         |
| 04.08. | Neu-Delhi              | New Delhi Challenger III                    | $ 050.000    | Hartplatz | Conor Niland       | Joshua Goodall James Ward               |
| 04.08. | Samarqand              | Samarkand Challenger                        | $ 035.000 +H | Sand      | Michail Jelgin     | Irakli Labadse Denis Mazukewitsch       |
| 11.08. | Istanbul               | TED Open                                    | $ 100.000 +H | Hartplatz | Frederico Gil      | Michael Kohlmann Frank Moser            |
| 11.08. | Bronx                  | GHI Bronx Tennis Classic                    | $ 050.000    | Hartplatz | Lukáš Dlouhý       | Lukáš Dlouhý Tomáš Zíb                  |
| 11.08. | Neu-Delhi              | New Delhi Challenger IV                     | $ 050.000    | Hartplatz | Dieter Kindlmann   | Harsh Mankad Ashutosh Singh             |
| 11.08. | Buxoro                 | Bukhara Challenger                          | $ 035.000 +H | Hartplatz | Denis Istomin      | Pawel Tschechow Michail Jelgin          |
| 11.08. | Vigo                   | Concurso Internacional de Tenis             | € 030.000 +H | Sand      | Pablo Andújar      | Alessandro Motti Marco Crugnola         |
| 18.08. | Manerbio               | Trofeo Dimmidisì                            | € 064.000 +H | Sand      | Victor Crivoi      | Thomas Fabbiano Boris Pašanski          |
| 18.08. | Genf                   | Geneva Challenger                           | € 030.000 +H | Sand      | Kristof Vliegen    | Daniel Köllerer Frank Moser             |
| 18.08. | Donostia-San Sebastián | Concurso Internacional Tenis San Sebastián  | € 030.000 +H | Sand      | Pablo Andújar      | Marc López Gabriel Trujillo Soler       |
| 18.08. | Qarshi                 | Karshi Challenger                           | $ 035.000 +H | Hartplatz | Denis Istomin      | Łukasz Kubot Oliver Marach              |
| 25.08. | Como                   | Città di Como Challenger                    | € 042.500 +H | Sand      | Diego Junqueira    | Mariano Hood Alberto Martín             |
| 25.08. | Almaty                 | Southern Capital Cup                        | $ 035.000 +H | Sand      | Sebastián Decoud   | Alexander Krasnoruzki Denys Moltschanow |
| 25.08. | Freudenstadt           | Black Forest Open                           | € 030.000 +H | Sand      | Simon Greul        | Dick Norman Kristof Vliegen             |

### September
| Datum  | Ort                 | Turnier                              | Preisgeld    | Belag         | Sieger Einzel        | Sieger Doppel                          |
| ------ | ------------------- | ------------------------------------ | ------------ | ------------- | -------------------- | -------------------------------------- |
| 01.09. | Tscherkassy         | UTC Open                             | $ 050.000 +H | Sand          | Olivier Patience     | Michail Jelgin Alexander Krasnoruzki   |
| 01.09. | Alphen aan den Rijn | Tean International                   | € 042.500    | Sand          | Simon Greul          | Rameez Junaid Philipp Marx             |
| 01.09. | Brașov              | Brașov Challenger                    | € 030.000 +H | Sand          | Daniel Gimeno Traver | David Marrero Daniel Muñoz de la Nava  |
| 01.09. | Düsseldorf          | Düsseldorf Open Challenger           | € 030.000 +H | Sand          | Kristof Vliegen      | Jan Hájek Tomáš Zíb                    |
| 01.09. | Genua               | Genoa Open Challenger                | € 030.000 +H | Sand          | Fabio Fognini        | Gianluca Naso Walter Trusendi          |
| 08.09. | Orléans             | Open d’Orléans                       | € 106.500 +H | Hartplatz (i) | Nicolas Mahut        | Serhij Stachowskyj Lovro Zovko         |
| 08.09. | Donezk              | Alexander Kolyaskin Memorial         | $ 050.000 +H | Hartplatz     | Igor Kunizyn         | Xavier Malisse Dick Norman             |
| 08.09. | Tulsa               | Semgroup Challenger                  | $ 050.000    | Hartplatz     | Kevin Kim            | Ashley Fisher Stephen Huss             |
| 08.09. | Sevilla             | Challenger Copa Sevilla              | € 042.500 +H | Sand          | Pere Riba            | David Marrero Pablo Santos González    |
| 08.09. | Ljubljana           | Ljubljana Open                       | € 042.500    | Sand          | Ilija Bozoljac       | Juan Pablo Brzezicki Mariano Hood      |
| 08.09. | Quito               | Club Premium Open                    | $ 035.000 +H | Sand          | Giovanni Lapentti    | Hugo Armando Leonardo Mayer            |
| 15.09. | Stettin             | Pekao Szczecin Open                  | € 106.500 +H | Sand          | Florent Serra        | David Marrero Dawid Olejniczak         |
| 15.09. | Cali                | Seguros Bolívar Open Cali            | $ 075.000 +H | Sand          | Marcos Daniel        | Juan Sebastián Cabal Alejandro Falla   |
| 15.09. | Todi                | Internazionale di Tennis dell’Umbria | € 042.500 +H | Sand          | Tomas Tenconi        | Gianluca Naso Walter Trusendi          |
| 15.09. | Banja Luka          | Banja Luka Challenger                | € 030.000 +H | Sand          | Ilija Bozoljac       | Attila Balázs Amir Hadad               |
| 15.09. | Waco                | Waco Tennis Challenger               | $ 050.000    | Hartplatz     | Vincent Spadea       | Alex Bogomolow Dušan Vemić             |
| 22.09. | Trnava              | ATP Challenger Trophy                | € 085.000 +H | Sand          | Alberto Martín       | David Škoch Igor Zelenay               |
| 22.09. | Bogotá              | Copa Petrobras Bogotá                | $ 075.000 +H | Sand          | Marcos Daniel        | Juan Sebastián Cabal Alejandro Falla   |
| 22.09. | Grenoble            | Open des Alpes Trophée BNP Paribas   | € 042.500 +H | Hartplatz (i) | Kristof Vliegen      | Martin Fischer Philipp Oswald          |
| 22.09. | Neapel              | Tennislife Cup                       | € 042.500 +H | Sand          | Tomas Tenconi        | Leonardo Azzaro Alessandro Motti       |
| 22.09. | Bukarest            | Ipsos Bucharest Challenger           | € 030.000 +H | Sand          | Santiago Ventura     | Rubén Ramírez Hidalgo Santiago Ventura |
| 22.09. | Lubbock             | Lubbock Challenger                   | $ 050.000    | Hartplatz     | John Isner           | Roman Borvanov Artem Sitak             |
| 29.09. | Mons                | Ethias Trophy                        | € 106.500 +H | Hartplatz (i) | Teimuras Gabaschwili | Michal Mertiňák Lovro Zovko            |
| 29.09. | Aracaju             | Copa Petrobras Aracaju               | $ 075.000 +H | Sand          | Paul Capdeville      | Juan-Martín Aranguren Franco Ferreiro  |
| 29.09. | Tarragona           | Open Tarragona Costa Daurada         | $ 042.500 +H | Sand          | Alberto Martín       | Dušan Karol Daniel Köllerer            |

### Oktober
| Datum  | Ort           | Turnier                                 | Preisgeld    | Belag         | Sieger Einzel            | Sieger Doppel                      |
| ------ | ------------- | --------------------------------------- | ------------ | ------------- | ------------------------ | ---------------------------------- |
| 06.10. | Asunción      | Copa Petrobras Asunción                 | $ 075.000 +H | Sand          | Martín Vassallo Argüello | Alejandro Fabbri Leonardo Mayer    |
| 06.10. | Sacramento    | Sacramento Challenger                   | $ 050.000    | Hartplatz     | Donald Young             | Brian Battistone Dann Battistone   |
| 06.10. | Rennes        | Open de Rennes                          | € 042.500 +H | Hartplatz (i) | Josselin Ouanna          | James Auckland Dick Norman         |
| 06.10. | Florianópolis | Cyclus Open de Tênis                    | $ 035.000 +H | Sand          | Nicolás Massú            | Rogério Dutra da Silva Júlio Silva |
| 13.10. | Taschkent     | Tashkent Open                           | $ 125.000 +H | Hartplatz     | Lu Yen-hsun              | Flavio Cipolla Pavel Šnobel        |
| 13.10. | Montevideo    | Copa Petrobras Montevideo               | $ 075.000 +H | Sand          | Peter Luczak             | Franco Ferreiro Flávio Saretta     |
| 13.10. | Kolding       | Købstædernes ATP Challenger             | € 042.500 +H | Hartplatz (i) | Roko Karanušić           | Brendan Evans Chris Haggard        |
| 13.10. | Calabasas     | Mercedes Benz of Calabasas              | $ 050.000    | Hartplatz     | Vincent Spadea           | Ilija Bozoljac Dušan Vemić         |
| 20.10. | Seoul         | Samsung Securities Cup                  | $ 125.000 +H | Hartplatz     | Lee Hyung-taik           | Łukasz Kubot Oliver Marach         |
| 20.10. | Buenos Aires  | Copa Petrobras Buenos Aires             | $ 075.000 +H | Sand          | Martín Vassallo Argüello | Máximo González Sebastián Prieto   |
| 27.10. | Cali          | Bancolombia Open Cali                   | $ 125.000 +H | Sand          | Daniel Köllerer          | Daniel Köllerer Boris Pašanski     |
| 27.10. | Busan         | Flea Market Cup Busan Challenger Tennis | $ 100.000 +H | Hartplatz     | Ivo Minář                | Rik De Voest Ashley Fisher         |
| 27.10. | Aachen        | Lambertz Open by STAWAG                 | € 042.500 +H | Teppich (i)   | Jewgeni Koroljow         | Michael Kohlmann Alexander Waske   |
| 27.10. | Louisville    | Ford Tennis Championships               | $ 050.000 +H | Hartplatz (i) | Robert Kendrick          | Prakash Amritraj Jesse Levine      |

### November
| Datum  | Ort        | Turnier                                       | Preisgeld    | Belag         | Sieger Einzel            | Sieger Doppel                         |
| ------ | ---------- | --------------------------------------------- | ------------ | ------------- | ------------------------ | ------------------------------------- |
| 03.11. | Bratislava | Tatra Banka Slovak Open                       | € 106.500 +H | Hartplatz (i) | Jan Hernych              | František Čermák Łukasz Kubot         |
| 03.11. | Astana     | President’s Cup                               | $ 075.000    | Hartplatz     | Andrei Golubew           | Michail Jelgin Alexander Kudrjawzew   |
| 03.11. | Guayaquil  | Virginia National Bank Men’s Pro Championship | $ 050.000 +H | Sand          | Sergio Roitman           | Sebastián Decoud Santiago Giraldo     |
| 03.11. | Nashville  | Music City Challenger                         | $ 075.000    | Hartplatz (i) | Robert Kendrick          | Carsten Ball Travis Rettenmaier       |
| 03.11. | Eckental   | Bauer Watertechnology Cup                     | € 030.000 +H | Teppich (i)   | Denis Gremelmayr         | Yves Allegro Horia Tecău              |
| 03.11. | Rimouski   | National Bank Men’s Rimouski Challenger       | $ 035.000 +H | Teppich (i)   | Ryan Sweeting            | Vasek Pospisil Milos Raonic           |
| 10.11. | Dnipro     | Peoplenet Cup                                 | $ 125.000 +H | Hartplatz (i) | Fabrice Santoro          | Guillermo Cañas Dmitri Tursunow       |
| 10.11. | Champaign  | JSM Challenger of Champaign-Urbana            | $ 050.000 +H | Hartplatz (i) | Kevin Anderson           | Rajeev Ram Bobby Reynolds             |
| 10.11. | Medellín   | Open Seguros Bolívar Medellín                 | $ 035.000 +H | Sand          | Leonardo Mayer           | Juan Sebastián Cabal Alejandro Falla  |
| 10.11. | Jersey     | Caversham ATP Mens Challenger                 | € 030.000 +H | Hartplatz (i) | Adrian Mannarino         | Colin Fleming Ken Skupski             |
| 17.11. | Helsinki   | IPP Open                                      | € 106.500 +H | Hartplatz (i) | Dmitri Tursunow          | Łukasz Kubot Oliver Marach            |
| 17.11. | Knoxville  | Knoxville Challenger                          | $ 050.000    | Hartplatz (i) | Bobby Reynolds           | Kevin Anderson G. D. Jones            |
| 17.11. | Puebla     | Challenger Britania Zavaleta                  | $ 035.000 +H | Hartplatz     | Michael Lammer           | Nicholas Monroe Eric Nunez            |
| 17.11. | Yokohama   | Keio Challenger                               | $ 035.000 +H | Hartplatz     | Lee Hyung-taik           | Tomáš Cakl Marek Semjan               |
| 24.11. | Lima       | Lima Challenger                               | $ 050.000    | Sand          | Martín Vassallo Argüello | Luis Horna Sebastián Prieto           |
| 24.11. | Cancún     | Abierto Internacional Cancún                  | $ 035.000 +H | Sand          | Grega Žemlja             | Łukasz Kubot Oliver Marach            |
| 24.11. | Toyota     | Dunlop World Challenge                        | $ 035.000 +H | Teppich (i)   | Gō Soeda                 | Frederik Nielsen Aisam-ul-Haq Qureshi |

- 1 Turnierbeginn (ohne Qualifikation)
- 2 Das Kürzel +H (= hospitality) bedeutet, dass das betreffende Turnier die Spieler unterbringt
- 3 Das Kürzel „(i)“ (= indoor) bedeutet, dass das betreffende Turnier in einer Halle ausgetragen wird.

## Verteilung der Weltranglistenpunkte
Ein Überblick über die Punktverteilung der jeweiligen Challenger-Kategorien im Jahr 2008.
| Turnierkategorie | Gesamtsumme Preisgeld                         | S   | F  | HF | VF | AF | Zusätzliche Qualifikationspunkte |
| ---------------- | --------------------------------------------- | --- | -- | -- | -- | -- | -------------------------------- |
| Challenger       | €0127.500 +H                                  | 100 | 70 | 45 | 23 | 10 | 3                                |
| Challenger       | $0125.000 +H €0106.500 +H                     | 090 | 63 | 40 | 21 | 09 | 3                                |
| Challenger       | $0125.000 $0100.000 +H €0106.500 €0085.000 +H | 080 | 56 | 36 | 19 | 08 | 3                                |
| Challenger       | $0100.000 $0075.000 +H €0085.000 €0064.000 +H | 070 | 49 | 31 | 16 | 07 | 3                                |
| Challenger       | $0075.000 $0050.000 +H €0064.000 €0042.500 +H | 060 | 42 | 27 | 14 | 06 | 3                                |
| Challenger       | $0050.000 $0035.000 +H €0042.500 €0030.000 +H | 055 | 38 | 24 | 13 | 05 | 2                                |

- Erklärung Kopfzeile: S = Sieger; F = (unterlegener) Finalist; HF = Halbfinale erreicht (und dann ausgeschieden); VF = Viertelfinale; AF = Achtelfinale
- +H = Turniere, die zusätzlich zum Preisgeld die Unterkunft für die Spieler tragen, werden in die jeweils nächsthöhere Preisgeldkategorie gestuft.
- Paare im Doppel erhalten keine Punkte vor dem Viertelfinale.